# Alegeri locale în București, 2020
Alegerile locale din București au avut loc la data de 27 septembrie 2020.
Autoritățile au asigurat alegătorilor, la nivel național, măști și substanțe dezinfectante.

## Candidați

### Primar General
| Candidați | Candidați               | Partid      | Alianță      |
| --------- | ----------------------- | ----------- | ------------ |
|           | Nicușor Dan             | Independent | USR-PLUS-PNL |
|           | Gabriela Firea          | PSD         | PSD-PPU      |
|           | Traian Băsescu          | PMP         | -            |
|           | Florin Călinescu        | PV          | -            |
|           | Călin Popescu-Tăriceanu | ALDE        | -            |
|           | Ioan Sîrbu              | PRO         | PRO B2020    |
|           | Caudiu Târziu           | AUR         | -            |
|           | Ileana Nănău            | PRM         | -            |
|           | Valentina Bistriceanu   | PER         | -            |
|           | Cătălin Berenghi        | Independent | -            |
|           | Bogdan Stanoevici       | ADER        | ADER-PSDI    |
|           | Octavian Moraru         | Independent | -            |
|           | Radu Ghidău             | ANȚ         | -            |
|           | Ilan Laufer             | PSL         | PSL-FIN      |
|           | Octavian Bădescu        | Independent | -            |
|           | Ion Banu                | PNațiuneaR  | -            |
|           | Alexandru Ion Coita     | PRR         | -            |
|           | Sebastian Popescu       | PNouaR      | -            |

### Sectorul 1
| Candidat | Candidat                  | Partid      | Alianță      |
| -------- | ------------------------- | ----------- | ------------ |
|          | Clotilde Armand           | USR         | USR-PLUS-PNL |
|          | Daniel Tudorache          | PSD         | -            |
|          | Ioana Constantin          | PMP         | -            |
|          | Daniel Bucura             | Independent | -            |
|          | Adina Alberts             | PRO         | PRO B2020    |
|          | Amalia Nenovici           | ALDE        | -            |
|          | Crina Mechno              | PV          | -            |
|          | Adriana Bahmuțeanu        | PER         | -            |
|          | Andrei-Emil Dîrlău        | AUR         | -            |
|          | Remus Mamoc               | PRM         | -            |
|          | Tudor Schinagel-Costea    | Independent | -            |
|          | Andrei-Dominic Gerea      | PPU         | -            |
|          | Mădălina Mustăreață       | PSDI        | -            |
|          | Orlando Culea             | ADER        | -            |
|          | Florin Toader             | ADN         | -            |
|          | Mioara Ciului             | FIN         | -            |
|          | Gabriel Ciceu             | PRR         | -            |
|          | Elena Curic               | PNR         | -            |
|          | Emanuel Onoriu            | MPR         | -            |
|          | Marilena Lazăr-Șerbănescu | PRE         | -            |

### Sectorul 2
| Candidat | Candidat             | Partid | Alianță      |
| -------- | -------------------- | ------ | ------------ |
|          | Radu Mihaiu          | USR    | USR-PLUS-PNL |
|          | Dan Cristian Popescu | PSD    | -            |
|          | Neculai Onțanu       | PPU    | PPU-ADER     |
|          | Cătălin Militaru     | PMP    | -            |
|          | Florin Manea         | PRO    | PRO B2020    |
|          | Ramona Ioana Mezei   | ALDE   | -            |
|          | Ana Maria Mihai      | AUR    | -            |
|          | Constantin Ureche    | PER    | -            |
|          | Petre Spîrleanu      | PRM    | -            |
|          | Marius Cosmescu      | AER    | -            |
|          | Cătalin Iordache     | PRR    | -            |
|          | Mihai Datcu          | POC    | -            |
|          | Cătalin Faust        | PRE    | -            |
|          | Corina Pânzaru       | DL     | DL-MPR       |
|          | Nicolae Pupăză       | PSDI   | -            |
|          | Daniel Scurtu        | FIN    | -            |

### Sectorul 3
| Candidat | Candidat                 | Partid | Alianță      |
| -------- | ------------------------ | ------ | ------------ |
|          | Robert Negoiță           | B2020  | PRO B2020    |
|          | Adrian Moraru            | PNL    | USR-PLUS-PNL |
|          | Aurelian Bădulescu       | PSD    | -            |
|          | Mihai Neamțu             | PMP    | -            |
|          | Bogdan Valentin Bratianu | ALDE   | -            |
|          | Andrei Pleșea            | PER    | -            |
|          | Ștefan-Ovidiu Dima       | AUR    | -            |
|          | Corneliu Ștefan          | PRM    | -            |
|          | Maria Nicula             | PRE    | -            |
|          | Ulise Toader             | PPU    | -            |
|          | Florin Drăgan            | DL     | DL-MPR       |
|          | Mihaela Mostavi          | ADER   | -            |
|          | Andra Triță              | FIN    | -            |

### Sectorul 4
| Candidat | Candidat                | Partid      | Alianță      |
| -------- | ----------------------- | ----------- | ------------ |
|          | Daniel Băluță           | PSD         | PSD-PPU      |
|          | Simona Spătaru          | PLUS        | USR-PLUS-PNL |
|          | Ștefănel Marin          | PMP         | -            |
|          | Ovidiu Zară             | PER         | -            |
|          | Adrian-Vlad Chiotan     | ALDE        | -            |
|          | Constantin-Titian Filip | Independent | -            |
|          | Gabriel Ispas           | PRO         | PRO B2020    |
|          | Vasile Negrilă          | PSDI        | -            |
|          | Simion-Dan Călina       | PRM         | -            |

### Sectorul 5
| Candidat | Candidat                   | Partid | Alianță      |
| -------- | -------------------------- | ------ | ------------ |
|          | Cristian Popescu Piedone   | PPU-SL | -            |
|          | Daniel Florea (politician) | PSD    | -            |
|          | Cristian Băcanu            | PNL    | USR-PLUS-PNL |
|          | Marian Vanghelie           | PSDI   | -            |
|          | Lucian Iliescu             | PMP    | -            |
|          | Ion-Valentin Voicu         | ALDE   | -            |
|          | Ștefan Pripiliu            | PRO    | PRO B2020    |
|          | Adrian Urichianu           | PRM    | -            |
|          | Florin Ciomag              | MPR    | -            |
|          | Octavian Mirea             | ADER   | -            |
|          | Adrian Fundeanu            | PNR    | -            |

### Sectorul 6
| Candidat | Candidat               | Partid      | Alianță      |
| -------- | ---------------------- | ----------- | ------------ |
|          | Ciprian Ciucu          | PNL         | USR-PLUS-PNL |
|          | Gabriel Mutu           | PSD         | PSD          |
|          | Ștefan Florescu        | PMP         | -            |
|          | Mihai Daneș            | Independent | -            |
|          | Tudor-Tim Ionescu      | ALDE        | -            |
|          | Anca Bălășoiu          | PRO         | PRO B2020    |
|          | Călin Tudose           | PER         | -            |
|          | Viorica-Elisabeta Lupu | AUR         | -            |
|          | Daniel Tulugea         | PRM         | -            |
|          | Cătalin Amieroaie      | ACD         | -            |
|          | Diana Gheorghe-Iovu    | PRR         | -            |
|          | Georgel Tudorașcu      | PPU         | -            |
|          | Radu-Lucian Dinu       | FIN         | -            |
|          | Florina Popescu        | MPR         | -            |
|          | Vlad Iancu             | PSDI        | -            |
|          | Bogdan Iofciu          | ADER        | -            |

## Rezultate

### Municipiul București

#### Primarul General al Municipiului București
| Candidat                                 | Partid                        | Partid                                    | Voturi    | %      |
| ---------------------------------------- | ----------------------------- | ----------------------------------------- | --------- | ------ |
| Nicușor Dan                              |                               | Independent (susținut de USR-PLUS și PNL) | 282.631   | 42,81% |
| Gabriela Firea                           |                               | PSD                                       | 250.690   | 37,97% |
| Traian Băsescu                           |                               | PMP                                       | 72.556    | 10,99% |
| Florin Călinescu                         |                               | PV                                        | 13.742    | 2,08%  |
| Călin Popescu-Tăriceanu                  |                               | ALDE                                      | 9.892     | 1,49%  |
| Ioan Sîrbu                               |                               | PRO B 2020                                | 5.315     | 0,80%  |
| Claudiu Târziu                           |                               | AUR                                       | 4.445     | 0,67%  |
| Ileana Nănău                             |                               | PRM                                       | 3.270     | 0,49%  |
| Valentina Bistriceanu                    |                               | PER                                       | 3.138     | 0,47%  |
| Alți candidați                           |                               | Alte partide                              | 14.439    | 2,14%  |
| Voturi invalide/albe                     | Voturi invalide/albe          | Voturi invalide/albe                      | 11.059    | 1,64%  |
| Total                                    | Total                         | Total                                     | 672.004   | 100%   |
| Votanți înregistrați/prezență            | Votanți înregistrați/prezență | Votanți înregistrați/prezență             | 1.827.726 | 36,76% |
| Sursa: Autoritatea Electorală Permanentă |                               |                                           |           |        |

#### Consiliul General al Municipiului București
| Partid                                   | Partid                        | Voturi    | %      | Mandate | ▲▼      |
| ---------------------------------------- | ----------------------------- | --------- | ------ | ------- | ------- |
|                                          | PSD                           | 211.164   | 32,37% | 21      | ▼3      |
|                                          | USR-PLUS                      | 175.953   | 26,98% | 17      | ▲2      |
|                                          | PNL                           | 125.940   | 19,31% | 12      | ▲4      |
|                                          | PMP                           | 51.001    | 7,82%  | 5       | ▲1      |
|                                          | ALDE                          | 19.088    | 2,92%  | 0       | ▼4      |
|                                          | PV                            | 11.828    | 1,81%  | 0       | ▬       |
|                                          | PRO B 2020                    | 11.227    | 1,72%  | 0       | Nou     |
|                                          | PRM                           | 8.180     | 1,25%  | 0       | ▬       |
|                                          | PPU-SL                        | 6.165     | 0,94%  | 0       | Nou     |
|                                          | AUR                           | 5.722     | 0,87%  | 0       | Nou     |
|                                          | Radu-Octavian Moraru          | 4.992     | 0,76%  | 0       | Nou     |
|                                          | PER                           | 4.734     | 0,72%  | 0       | ▬       |
|                                          | Alte partide                  | 16.161    | 2,43%  | 0       | -       |
| Voturi invalide/albe                     | Voturi invalide/albe          | 19.117    | 2,84%  | -       | -       |
| Total                                    | Total                         | 672.004   | 100%   | 55      | ▲76.182 |
| Votanți înregistrați/prezență            | Votanți înregistrați/prezență | 1.827.726 | 36,76% | -       | ▲3,53%  |
| Sursa: Autoritatea Electorală Permanentă |                               |           |        |         |         |

### Sectorul 1

#### Primarul Sectorului 1
| Candidat                                 | Partid                        | Partid                        | Voturi  | %      |
| ---------------------------------------- | ----------------------------- | ----------------------------- | ------- | ------ |
| Clotilde Armand                          |                               | USR-PLUS (susținută de PNL)   | 36.455  | 40,94% |
| Daniel Tudorache                         |                               | PSD                           | 35.451  | 39,81% |
| Ioana Constantin                         |                               | PMP                           | 6.929   | 7,78%  |
| Daniel Bucura                            |                               | Independent                   | 1.939   | 2,17%  |
| Adina Alberts                            |                               | PRO B 2020                    | 1.859   | 2,08%  |
| Amalia Nenovici                          |                               | ALDE                          | 1.328   | 1,49%  |
| Crina Mechno                             |                               | PV                            | 1.057   | 1,18%  |
| Adriana Bahmuțeanu                       |                               | PER                           | 1.028   | 1,15%  |
| Andrei Dîrlău                            |                               | AUR                           | 607     | 0,68%  |
| Remus Mamoc                              |                               | PRM                           | 542     | 0,60%  |
| Alți candidați                           |                               | Alte partide                  | 1.837   | 2,01%  |
| Voturi invalide/albe                     | Voturi invalide/albe          | Voturi invalide/albe          | 1.954   | 2,01%  |
| Total                                    | Total                         | Total                         | 91.112  | 100%   |
| Votanți înregistrați/prezență            | Votanți înregistrați/prezență | Votanți înregistrați/prezență | 213.487 | 42,67% |
| Sursa: Autoritatea Electorală Permanentă |                               |                               |         |        |

#### Consiliul Local al Sectorului 1
| Partid                                   | Partid                        | Voturi  | %      | Mandate | ▲▼      |
| ---------------------------------------- | ----------------------------- | ------- | ------ | ------- | ------- |
|                                          | PSD                           | 27.648  | 31,07% | 9       | ▬       |
|                                          | USR-PLUS                      | 26.675  | 29,97% | 9       | ▲1      |
|                                          | PNL                           | 16.856  | 18,94% | 6       | ▬       |
|                                          | PMP                           | 7.797   | 8,76%  | 3       | ▲1      |
|                                          | PRO B 2020                    | 1.889   | 2,12%  | 0       | Nou     |
|                                          | PV                            | 1.685   | 1,89%  | 0       | Nou     |
|                                          | ALDE                          | 1.333   | 1,49%  | 0       | ▼2      |
|                                          | Daniel Bucura                 | 825     | 0,92%  | 0       | Nou     |
|                                          | PER                           | 689     | 0,77%  | 0       | ▬       |
|                                          | Ion-Daniel Lixandru           | 686     | 0,77%  | 0       | Nou     |
|                                          | AUR                           | 592     | 0,66%  | 0       | Nou     |
|                                          | PRM                           | 466     | 0,52%  | 0       | Nou     |
|                                          | Alte partide                  | 1.838   | 2,00%  | 0       | -       |
| Voturi invalide/albe                     | Voturi invalide/albe          | 2.012   | 2,20%  | -       | -       |
| Total                                    | Total                         | 91.112  | 100%   | 27      | ▲13.388 |
| Votanți înregistrați/prezență            | Votanți înregistrați/prezență | 213.487 | 42,67% | -       | ▲6,08%  |
| Sursa: Autoritatea Electorală Permanentă |                               |         |        |         |         |

### Sectorul 2

#### Primarul Sectorului 2
| Candidat                                 | Partid                        | Partid                        | Voturi  | %      |
| ---------------------------------------- | ----------------------------- | ----------------------------- | ------- | ------ |
| Radu Mihaiu                              |                               | USR-PLUS (susținut de PNL)    | 42.094  | 36,90% |
| Dan Cristian Popescu                     |                               | PSD                           | 35.920  | 31,49% |
| Neculai Onțanu                           |                               | ADER-PPU-SL                   | 16.035  | 14,05% |
| Marian Militaru                          |                               | PMP                           | 6.768   | 5,93%  |
| Florin Manea                             |                               | PRO B 2020                    | 2.988   | 2,61%  |
| Ramona Mezei                             |                               | ALDE                          | 2.903   | 2,54%  |
| Ana-Maria Mihai                          |                               | AUR                           | 1.710   | 1,49%  |
| Constantin Ureche                        |                               | PER                           | 1.526   | 1,33%  |
| Petre Spîrleanu                          |                               | PRM                           | 872     | 0,76%  |
| Alți candidați                           |                               | Alte partide                  | 4.109   | 2,80%  |
| Voturi invalide/albe                     | Voturi invalide/albe          | Voturi invalide/albe          | 2.701   | 2,30%  |
| Total                                    | Total                         | Total                         | 116.970 | 100%   |
| Votanți înregistrați/prezență            | Votanți înregistrați/prezență | Votanți înregistrați/prezență | 307.987 | 37,97% |
| Sursa: Autoritatea Electorală Permanentă |                               |                               |         |        |

#### Consiliul Local al Sectorului 2
| Partid                                   | Partid                        | Voturi  | %      | Mandate | ▲▼      |
| ---------------------------------------- | ----------------------------- | ------- | ------ | ------- | ------- |
|                                          | PSD                           | 35.622  | 31,31% | 10      | ▬       |
|                                          | USR-PLUS                      | 33.145  | 29,13% | 9       | ▲4      |
|                                          | PNL                           | 21.583  | 18,97% | 6       | ▬       |
|                                          | PMP                           | 7.033   | 6,18%  | 2       | ▬       |
|                                          | ADER-PPU-SL                   | 4.608   | 4,05%  | 0       | Nou     |
|                                          | ALDE                          | 2.631   | 2,31%  | 0       | ▼2      |
|                                          | PRO B 2020                    | 2.119   | 1,86%  | 0       | Nou     |
|                                          | PER                           | 1.454   | 1,27%  | 0       | ▼2      |
|                                          | PRM                           | 997     | 0,87%  | 0       | ▬       |
|                                          | AUR                           | 981     | 0,86%  | 0       | Nou     |
|                                          | Alte partide                  | 3.596   | 3,11%  | 0       | -       |
| Voturi invalide/albe                     | Voturi invalide/albe          | 2.983   | 2,55%  | -       | -       |
| Total                                    | Total                         | 116.970 | 100%   | 27      | ▲10.065 |
| Votanți înregistrați/prezență            | Votanți înregistrați/prezență | 307.987 | 37,97% | -       | ▲4,49%  |
| Sursa: Autoritatea Electorală Permanentă |                               |         |        |         |         |

### Sectorul 3

#### Primarul Sectorului 3
| Candidat                                 | Partid                        | Partid                        | Voturi  | %      |
| ---------------------------------------- | ----------------------------- | ----------------------------- | ------- | ------ |
| Robert Negoiță                           |                               | PRO B 2020                    | 58.786  | 43,74% |
| Adrian Moraru                            |                               | PNL (susținut de USR-PLUS)    | 38.279  | 28,48% |
| Aurelian Bădulescu                       |                               | PSD                           | 18.427  | 13,71% |
| Mihail Neamțu                            |                               | PMP                           | 9.593   | 7,13%  |
| Bogdan Brătianu                          |                               | ALDE                          | 2.297   | 1,70%  |
| Andrei Pleșea                            |                               | PER                           | 2.237   | 1,66%  |
| Ștefan Dima                              |                               | AUR                           | 1.287   | 0,95%  |
| Corneliu Ștefan                          |                               | PRM                           | 877     | 0,65%  |
| Alți candidați                           |                               | Alte partide                  | 2.611   | 1,92%  |
| Voturi invalide/albe                     | Voturi invalide/albe          | Voturi invalide/albe          | 2.625   | 1,91%  |
| Total                                    | Total                         | Total                         | 137.180 | 100%   |
| Votanți înregistrați/prezență            | Votanți înregistrați/prezență | Votanți înregistrați/prezență | 446.830 | 30,70% |
| Sursa: Autoritatea Electorală Permanentă |                               |                               |         |        |

#### Consiliul Local al Sectorului 3
| Partid                                   | Partid                        | Voturi  | %      | Mandate | ▲▼     |
| ---------------------------------------- | ----------------------------- | ------- | ------ | ------- | ------ |
|                                          | USR-PLUS                      | 34.236  | 25,70% | 9       | ▲1     |
|                                          | PSD                           | 29.940  | 22,47% | 8       | ▼7     |
|                                          | PNL                           | 26.405  | 19,82% | 7       | ▲3     |
|                                          | PRO B 2020                    | 20.230  | 15,18% | 5       | Nou    |
|                                          | PMP                           | 10.173  | 7,63%  | 2       | ▬      |
|                                          | ALDE                          | 3.733   | 2,80%  | 0       | ▼2     |
|                                          | PER                           | 2.459   | 1,84%  | 0       | ▬      |
|                                          | PRM                           | 1.309   | 0,98%  | 0       | ▬      |
|                                          | AUR                           | 1.265   | 0,94%  | 0       | Nou    |
|                                          | PPU-SL                        | 701     | 0,52%  | 0       | Nou    |
|                                          | Alte partide                  | 2.753   | 2,04%  | 0       | -      |
| Voturi invalide/albe                     | Voturi invalide/albe          | 3.772   | 2,74%  | -       | -      |
| Total                                    | Total                         | 137.180 | 100%   | 31      | ▲8847  |
| Votanți înregistrați/prezență            | Votanți înregistrați/prezență | 446830  | 30,70% | -       | ▼0,90% |
| Sursa: Autoritatea Electorală Permanentă |                               |         |        |         |        |

### Sectorul 4

#### Primarul Sectorului 4
| Candidat                                 | Partid                        | Partid                        | Voturi | %      |
| ---------------------------------------- | ----------------------------- | ----------------------------- | ------ | ------ |
| Daniel Băluță                            |                               | PSD                           | 58.577 | 57,03% |
| Simona Spătaru                           |                               | USR-PLUS (susținută de PNL)   | 30.688 | 29,87% |
| Ștefănel Marin                           |                               | PMP                           | 4.507  | 4,38%  |
| Ovidiu Zară                              |                               | PER                           | 2.696  | 2,62%  |
| Adrian Chiotan                           |                               | ALDE                          | 1.501  | 1,46%  |
| Constantin Filip                         |                               | Independent                   | 1.439  | 1,40%  |
| Gabriel Ispas                            |                               | PRO B 2020                    | 1.189  | 1,15%  |
| Vasile Negrilă                           |                               | PSDI                          | 1.108  | 1,07%  |
| Simion Călina                            |                               | PRM                           | 1.005  | 0,97%  |
| Voturi invalide/albe                     | Voturi invalide/albe          | Voturi invalide/albe          | 1962   | 1,87%  |
| Total                                    | Total                         | Total                         | 104743 | 100%   |
| Votanți înregistrați/prezență            | Votanți înregistrați/prezență | Votanți înregistrați/prezență | 278321 | 37,63% |
| Sursa: Autoritatea Electorală Permanentă |                               |                               |        |        |

#### Consiliul Local al Sectorului 4
| Partid                                   | Partid                          | Voturi  | %      | Mandate | ▲▼      |
| ---------------------------------------- | ------------------------------- | ------- | ------ | ------- | ------- |
|                                          | PSD-PPU                         | 37.756  | 37,15% | 11      | ▼2      |
|                                          | USR-PLUS                        | 28.999  | 28,54% | 9       | ▲3      |
|                                          | PNL                             | 16.226  | 15,96% | 5       | ▬       |
|                                          | PMP                             | 6.688   | 6,58 % | 2       | ▬       |
|                                          | PER                             | 3.556   | 3,49 % | 0       | Nou     |
|                                          | ALDE                            | 2.714   | 2,67 % | 0       | ▼1      |
|                                          | PSDI                            | 1.912   | 1,88 % | 0       | Nou     |
|                                          | PRO B 2020                      | 1.400   | 1,37%  | 0       | Nou     |
|                                          | PRM                             | 1.201   | 1,18%  | 0       | Nou     |
|                                          | Decebal Ionescu-de Juan-de Juan | 1.154   | 1,13 % | 0       | Nou     |
| Voturi invalide/albe                     | Voturi invalide/albe            | 3.062   | 2,92%  | -       | -       |
| Total                                    | Total                           | 104.743 | 100%   | 27      | ▲13.683 |
| Votanți înregistrați/prezență            | Votanți înregistrați/prezență   | 278.321 | 37,63% | -       | ▲4,48%  |
| Sursa: Autoritatea Electorală Permanentă |                                 |         |        |         |         |

### Sectorul 5

#### Primarul Sectorului 5
| Candidat                                 | Partid                        | Partid                        | Voturi | %      |
| ---------------------------------------- | ----------------------------- | ----------------------------- | ------ | ------ |
| Cristian Popescu Piedone                 |                               | PPU-SL                        | 25.902 | 28,08% |
| Daniel Florea                            |                               | PSD                           | 23.649 | 25,63% |
| Cristian Băcanu                          |                               | PNL                           | 23.282 | 25,24% |
| Marian Vanghelie                         |                               | PSDI                          | 11.237 | 12,18% |
| Cătălin Iliescu                          |                               | PMP                           | 3.540  | 3,83%  |
| Ion Voicu                                |                               | ALDE                          | 1.765  | 1,91%  |
| Ștefan Pirpiliu                          |                               | PRO B 2020                    | 1.313  | 1,42%  |
| Adrian Urichianu                         |                               | PRM                           | 568    | 0,61%  |
| Alți candidați                           |                               | Alte partide                  | 981    | 1,05%  |
| Voturi invalide/albe                     | Voturi invalide/albe          | Voturi invalide/albe          | 2.518  | 2,65%  |
| Total                                    | Total                         | Total                         | 94831  | 100%   |
| Votanți înregistrați/prezență            | Votanți înregistrați/prezență | Votanți înregistrați/prezență | 249024 | 38,08% |
| Sursa: Autoritatea Electorală Permanentă |                               |                               |        |        |

#### Consiliul Local al Sectorului 5
| Partid                                   | Partid                        | Voturi  | %       | Mandate | ▲▼      |
| ---------------------------------------- | ----------------------------- | ------- | ------- | ------- | ------- |
|                                          | PSD                           | 28.181  | 31,29%  | 10      | ▼2      |
|                                          | PNL                           | 18.444  | 20,48%  | 6       | ▬       |
|                                          | USR-PLUS                      | 14.838  | 16,47%  | 5       | ▬       |
|                                          | PPU-SL                        | 10.772  | 11,96 % | 4       | Nou     |
|                                          | PMP                           | 6.138   | 6,81%   | 2       | Nou     |
|                                          | ALDE                          | 3.317   | 3,68%   | 0       | Nou     |
|                                          | Alte partide                  | 8.357   | 9,25%   | 0       | -       |
| Voturi invalide/albe                     | Voturi invalide/albe          | 4.676   | 4,93%   | -       | -       |
| Total                                    | Total                         | 94.831  | 100%    | 27      | ▲16.898 |
| Votanți înregistrați/prezență            | Votanți înregistrați/prezență | 249.024 | 38,08%  | -       | ▲6,85%  |
| Sursa: Autoritatea Electorală Permanentă |                               |         |         |         |         |

### Sectorul 6

#### Primarul Sectorului 6
| Candidat                                 | Partid                        | Partid                        | Voturi  | %      |
| ---------------------------------------- | ----------------------------- | ----------------------------- | ------- | ------ |
| Ciprian Ciucu                            |                               | PNL (susținut de USR-PLUS)    | 54.134  | 43,39% |
| Gabriel Mutu                             |                               | PSD                           | 43.105  | 34,55% |
| Ștefan Florescu                          |                               | PMP                           | 9.575   | 7,67%  |
| Mihai Daneș                              |                               | Independent                   | 4.736   | 3,79%  |
| Tudor Ionescu                            |                               | ALDE                          | 4.545   | 3,64%  |
| Anca Bălășoiu                            |                               | PRO B 2020                    | 2.482   | 1,98%  |
| Călin Tudose                             |                               | PER                           | 1.799   | 1,44%  |
| Viorica Lupu                             |                               | AUR                           | 1.116   | 0,89%  |
| Daniel Tulugea                           |                               | PRM                           | 1.012   | 0,81%  |
| Alți candidați                           |                               | Alte partide                  | 2.229   | 1,76%  |
| Voturi invalide/albe                     | Voturi invalide/albe          | Voturi invalide/albe          | 2.360   | 1,85%  |
| Total                                    | Total                         | Total                         | 127.168 | 100%   |
| Votanți înregistrați/prezență            | Votanți înregistrați/prezență | Votanți înregistrați/prezență | 332.077 | 38,29% |
| Sursa: Autoritatea Electorală Permanentă |                               |                               |         |        |

#### Consiliul Local al Sectorului 6
| Partid                                   | Partid                        | Voturi  | %      | Mandate | ▲▼      |
| ---------------------------------------- | ----------------------------- | ------- | ------ | ------- | ------- |
|                                          | PSD                           | 36.448  | 29,42% | 9       | ▼2      |
|                                          | PNL                           | 32.964  | 26,61% | 8       | ▲4      |
|                                          | USR-PLUS                      | 30.657  | 24,74% | 8       | ▲1      |
|                                          | PMP                           | 9.525   | 7,68%  | 2       | ▼1      |
|                                          | ALDE                          | 3.752   | 3,02%  | 0       | ▼2      |
|                                          | PRO B 2020                    | 2.346   | 1,89 % | 0       | Nou     |
|                                          | PER                           | 1.637   | 1,32%  | 0       | ▬       |
|                                          | PRM                           | 1.501   | 1,21%  | 0       | ▬       |
|                                          | AUR                           | 1.219   | 0,98%  | 0       | Nou     |
|                                          | Alte partide                  | 3.818   | 3.05%  | 0       | -       |
| Voturi invalide/albe                     | Voturi invalide/albe          | 3.215   | 2,52%  | -       | -       |
| Total                                    | Total                         | 127.168 | 100%   | 27      | ▲13.301 |
| Votanți înregistrați/prezență            | Votanți înregistrați/prezență | 332.077 | 38,29% | -       | ▲3,89%  |
| Sursa: Autoritatea Electorală Permanentă |                               |         |        |         |         |

## Prezența la vot pe ore
| Dată  | 27 septembrie 2020 | 27 septembrie 2020 | 27 septembrie 2020 | 27 septembrie 2020 | 27 septembrie 2020 | 27 septembrie 2020 | 27 septembrie 2020 | comparativ cu | 5 iunie 2016 | 5 iunie 2016 | 5 iunie 2016 | 5 iunie 2016 | 5 iunie 2016 | 5 iunie 2016 | 5 iunie 2016 | Data  |
| Ora   | PMB                | S1                 | S2                 | S3                 | S4                 | S5                 | S6                 |               | PMB          | S1           | S2           | S3           | S4           | S5           | S6           | Ora   |
| ----- | ------------------ | ------------------ | ------------------ | ------------------ | ------------------ | ------------------ | ------------------ | ------------- | ------------ | ------------ | ------------ | ------------ | ------------ | ------------ | ------------ | ----- |
| 8:00  | 1,67%              | 2,02%              | 1,75%              | 1,40%              | 1,66%              | 1,56%              | 1,84%              | >             | 0,84%        | 0,83%        | 0,84%        | 0,84%        | 0,87%        | 0,83%        | 0,89%        | 8:00  |
| 9:00  | 3,61%              | 4,28%              | 3,82%              | 2,95%              | 3,63%              | 3,50%              | 3,92%              | >             | 2,20%        | 2,31%        | 2,25%        | 2,1%         | 2,4%         | 2,00%        | 2,3%         | 9:00  |
| 10:00 | 6,06%              | 7,15%              | 6,34%              | 5,01%              | 6,14%              | 5,91%              | 6,54%              | >             | 4,36%        | 4,62%        | 4,44%        | 4,17%        | 4,43%        | 3,98%        | 4,59%        | 10:00 |
| 11:00 | 8,95%              | 10,46%             | 9,26%              | 7,46%              | 9,04%              | 8,9%               | 9,64%              | >             | 7,22%        | 7,79%        | 7,27%        | 6,91%        | 7,33%        | 6,52%        | 7,65         | 11:00 |
| 12:00 | 12,14%             | 14,08%             | 12,45%             | 10,21%             | 12,30%             | 12,33%             | 13,02%             | >             | 10,3%        | 12,3%        | 11,1%        | 10,6%        | 11,2%        | 10%          | 11,8%        | 12:00 |
| 13:00 | 15,38%             | 17,88%             | 15,87%             | 12,89%             | 15,53%             | 15,63%             | 16,37%             | >             | 13,56%       | 15,08%       | 13,58%       | 12,93%       | 13,63%       | 12,14%       | 14,37%       | 13:00 |
| 14:00 | 18,41%             | 21,52%             | 19,03%             | 15,37%             | 18,55%             | 18,79%             | 19,51%             | >             | 16,13%       | 18,11%       | 16,19%       | 15,31%       | 16,17%       | 14,44%       | 17,04%       | 14:00 |
| 15:00 | 21,20%             | 24,77%             | 21,92%             | 17,62%             | 21,45%             | 21,76%             | 22,41%             | >             | 18,22%       | 20,42%       | 18,29%       | 17,29%       | 18,27%       | 16,37%       | 19,23%       | 15:00 |
| 16:00 | 23,73%             | 27,74%             | 24,52%             | 19,72%             | 24,09%             | 24,43%             | 24,99%             | >             | 20,14%       | 22,5%        | 20,28%       | 19,14%       | 20,14%       | 18,2%        | 21,5%        | 16:00 |
| 17:00 | 26,28%             | 30,69%             | 27,11%             | 21,85%             | 26,80%             | 27,16%             | 27,54%             | >             | 22,17%       | 24,72%       | 22,43%       | 21,07%       | 22,1%        | 20,20%       | 23,19%       | 17:00 |
| 18:00 | 29,00%             | 33,80%             | 29,92%             | 24,12%             | 29,63%             | 30,00%             | 30,34%             | >             | 24,3%        | 27%          | 24,6%        | 23,2%        | 24,3%        | 22,4%        | 25,3%        | 18:00 |
| 19:00 | 31,86%             | 37,10%             | 32,82%             | 26,52%             | 32,66%             | 32,95%             | 33,29%             | >             | 27,6%        | 30,4%        | 28%          | 26,3%        | 27,5%        | 25,6%        | 28,5%        | 19:00 |
| 20:00 | 34,87%             | 40,52%             | 35,84%             | 29,06%             | 35,77%             | 36,22%             | 36,38%             | >             | 30,7%        | 33,8%        | 31%          | 29,2%        | 30,7%        | 28,7%        | 31,8%        | 20:00 |
| 21:00 | 36,93%             | 42,85%             | 37,95%             | 30,78%             | 37,92%             | 38,35%             | 38,54%             | >             | 33,31%       | 36,7%        | 33,5%        | 31,6%        | 33,2%        | 31,32%       | 34,36%       | 21:00 |

## Sondaje înainte de alegeri

### Per candidat
| Sursă                | Dată                        | Eșantion | Nicușor Dan USR PLUS PNL | Gabriela Firea PSD PPU | Traian Băsescu PMP | Florin Călinescu PV | Călin Popescu-Tăriceanu ALDE | Ioan Sîrbu Pro București 2020 | Alții  | Avans  |
| -------------------- | --------------------------- | -------- | ------------------------ | ---------------------- | ------------------ | ------------------- | ---------------------------- | ----------------------------- | ------ | ------ |
| Sursă                | Dată                        | Eșantion |                          |                        |                    |                     |                              |                               |        |        |
| Exit Poll            | 27 septembrie 2020          | 13,000   | 47,8%                    | 38,2%                  | 9,4%               | 1,8%                | 1,6%                         | -                             | 1,2%   | 8%     |
| Novel Research       | 23–24 septembrie 2020       | 840      | 42%                      | 40%                    | 9%                 | -                   | -                            | -                             | 9%     | 2%     |
| IRSOP                | 21–23 septembrie 2020       | 1,010    | 35%                      | 42%                    | 15%                | -                   | 3%                           | -                             | 5%     | 7%     |
| Novel Research       | 16–17 septembrie 2020       | 684      | 40,5%                    | 36,9%                  | 11,3%              | -                   | -                            | -                             | 11,3%  | 3.6%   |
| Sondaj PNL           | 18 august–9 septembrie 2020 | 780      | 39,8%                    | 37,2%                  | 12,8%              | -                   | -                            | -                             | 10,2%  | 2,6%   |
| CURS                 | 12–16 august 2020           | 921      | 31%                      | 39%                    | 20%                | -                   | 4%                           | 3%                            | 3%     | 8%     |
| Sociopol             | 3–12 august 2020            | 1,805    | 34%                      | 41%                    | 15%                | -                   | 5%                           | 3%                            | 2%     | 7%     |
| INSCOP               | 23 iulie-8 august           | 1,120    | 46,3%                    | 38,9%                  | 8,4%               | -                   | -                            | 6%                            | 0,4%   | 7,4%   |
| Cult Market Research | 23 iulie–7 august 2020      | 1,064    | 50%                      | 42%                    | 5%                 | -                   | -                            | -                             | 3%     | 8%     |
| IRSOP                | 10–15 iulie 2020            | 440      | 38%                      | 45%                    | -                  | -                   | -                            | -                             | 17%    | 7%     |
| INSCOP               | 20–26 iunie 2020            | 1,120    | 54,4%                    | 45,6%                  | -                  | -                   | -                            | -                             | 0%     | 8,8%   |
| CURS                 | 2–12 iunie 2020             | 850      | 40%                      | 44%                    | -                  | -                   | -                            | -                             | 16%    | 4%     |
|                      |                             |          |                          |                        |                    |                     |                              |                               |        |        |
| Alegeri 2016         | 5 iunie 2016                | 573,775  | 30,52%                   | 42,97%                 | -                  | -                   | -                            | -                             | 26,51% | 12,45% |
| Alegeri 2020         | 27 septembrie 2020          | 660,118  | 42,81%                   | 37,97%                 | 10,99%             | 2,08%               | 1,49%                        | 0,80%                         | 5,35%  | 4,84%  |

### Per partid
| Sursă                                                         | Dată                  | Eșantion | PSD    | USRPLUS | USRPLUS | PNL    | PMP   | ALDE  | Pro București 2020 | Alții | Avans  |
| ------------------------------------------------------------- | --------------------- | -------- | ------ | ------- | ------- | ------ | ----- | ----- | ------------------ | ----- | ------ |
| Sursă                                                         | Dată                  | Eșantion |        |         |         |        |       |       |                    |       |        |
| IRSOP                                                         | 21–23 septembrie 2020 | 1,010    | 26%    | 25%     | 25%     | 21%    | 8%    | 4%    | 6%                 | 10%   | 1%     |
| CURS                                                          | 12–16 august 2020     | 921      | 30%    | 24%     | 24%     | 24%    | 9%    | 4%    | 6%                 | 3%    | 6%     |
| Sociopol                                                      | 2–12 august 2020      | 1,805    | 29%    | 21%     | 21%     | 28%    | 6%    | 4%    | 7%                 | 5%    | 1%     |
| CURS                                                          | 2–12 iunie 2020       | 850      | 30%    | 17%     | 17%     | 30%    | 6%    | 5%    | 7%                 | 5%    | 0      |
|                                                               |                       |          |        |         |         |        |       |       |                    |       |        |
| Alegeri 2016 Arhivat în 2 februarie 2017, la Wayback Machine. | 5 iunie 2016          | 566,390  | 40,42% | 25,37%  | 25,37%  | 13,07% | 7,14% | 6,42% | -                  | 7,52% | 15,05% |
| Alegeri 2020                                                  | 27 septembrie 2020    | 652,155  | 32,37% | 26,98%  | 26,98%  | 19,31% | 7,82% | 2,92% | 1,72%              | 8,88% | 5,39%  |